# Natație la Jocurile Olimpice de vară din 2012
Probele sportive de natație la Jocurile Olimpice de vară din 2012 s-au desfășurat între 28 iulie și 10 august 2012 la Londra. Probele din piscina interioară s-au desfășurat în perioada 28 iulie - 4 august 2012 la Centrul Acvatic din Londra. Probele exterioare au avut loc în perioada 9-10 august pe lacul Serpetine din Parcul Hyde, Londra.

## Desfășurare
Natația la Jocurile Olimpice de vară din 2012 de la Londra a fost împărțită în 34 de probe sportive (17 feminine și 17 masculine). Două probe au fost exterioare piscinei, și au constat în curse de 10 km, în timp ce restul de 32 de probe au constat în curse interioare de câte 50 de metri.

### Probe sportive
Următoarele probe sportive s-au desfășurat:
- Stil liber : 50 m, 100 m, 200 m, 400 m, 800 m (feminin), 1500 m (masculin)
- Spate : 100 m, 200 m
- Bras : 100 m, 200 m
- Fluture : 100 m, 200 m
- Individual : 200 m, 400 m
- Ștafetă : 4×100 m liber, 4×200 m liber; 4×100 m mixt

## Calendar competițional
| C | Calificare | SF | Semifinală |  | Finală |

| Sesiunea de dimineață | 12:00 (ora României) | Sesiunea de seară | 21:30 (ora României) |

### Masculin
| Probă        | Iulie/August | Iulie/August | Iulie/August | Iulie/August | Iulie/August | Iulie/August | Iulie/August | Iulie/August | Iulie/August | Iulie/August | Iulie/August | Iulie/August | Iulie/August | Iulie/August | Iulie/August |   |
| Probă        | 28           | 28           | 29           | 29           | 30           | 30           | 31           | 31           | 1            | 1            | 2            | 2            | 3            | 3            | 4            |   |
| ------------ | ------------ | ------------ | ------------ | ------------ | ------------ | ------------ | ------------ | ------------ | ------------ | ------------ | ------------ | ------------ | ------------ | ------------ | ------------ | - |
| 50m          |              |              |              |              |              |              |              |              |              |              | C            | SF           |              |              |              |   |
| 100m         |              |              |              |              |              |              | C            | SF           |              |              |              |              |              |              |              |   |
| 200m         |              |              | C            | SF           |              |              |              |              |              |              |              |              |              |              |              |   |
| 400m         | C            |              |              |              |              |              |              |              |              |              |              |              |              |              |              |   |
| 1500m        |              |              |              |              |              |              |              |              |              |              |              |              | C            |              |              |   |
| 100m spate   |              |              | C            | SF           |              |              |              |              |              |              |              |              |              |              |              |   |
| 200m spate   |              |              |              |              |              |              |              |              | C            | SF           |              |              |              |              |              |   |
| 100m bras    | C            | SF           |              |              |              |              |              |              |              |              |              |              |              |              |              |   |
| 200m bras    |              |              |              |              |              |              | C            | SF           |              |              |              |              |              |              |              |   |
| 100m fluture |              |              |              |              |              |              |              |              |              |              | C            | SF           |              |              |              |   |
| 200m fluture |              |              |              |              | C            | SF           |              |              |              |              |              |              |              |              |              |   |
| 200m mixt    |              |              |              |              |              |              |              |              | C            | SF           |              |              |              |              |              |   |
| 400m mixt    | C            |              |              |              |              |              |              |              |              |              |              |              |              |              |              |   |
| 4x100m       |              |              | C            |              |              |              |              |              |              |              |              |              |              |              |              |   |
| 4x200m       |              |              |              |              |              |              | C            |              |              |              |              |              |              |              |              |   |
| 4x100m mixt  |              |              |              |              |              |              |              |              |              |              |              |              | C            |              |              |   |
| Total        | 2            | 2            | 2            | 2            | 2            | 2            | 2            | 2            | 2            | 2            | 2            | 2            | 2            | 2            | 2            | 2 |

### Feminin
| Probă        | Iulie/August | Iulie/August | Iulie/August | Iulie/August | Iulie/August | Iulie/August | Iulie/August | Iulie/August | Iulie/August | Iulie/August | Iulie/August | Iulie/August | Iulie/August | Iulie/August | Iulie/August |   |
| Probă        | 28           | 28           | 29           | 29           | 30           | 30           | 31           | 31           | 1            | 1            | 2            | 2            | 3            | 3            | 4            |   |
| ------------ | ------------ | ------------ | ------------ | ------------ | ------------ | ------------ | ------------ | ------------ | ------------ | ------------ | ------------ | ------------ | ------------ | ------------ | ------------ | - |
| 50m          |              |              |              |              |              |              |              |              |              |              |              |              | C            | SF           |              |   |
| 100m         |              |              |              |              |              |              |              |              | C            | SF           |              |              |              |              |              |   |
| 200m         |              |              |              |              | C            | SF           |              |              |              |              |              |              |              |              |              |   |
| 400m         |              |              | C            |              |              |              |              |              |              |              |              |              |              |              |              |   |
| 800m         |              |              |              |              |              |              |              |              |              |              | C            |              |              |              |              |   |
| 100m spate   |              |              | C            | SF           |              |              |              |              |              |              |              |              |              |              |              |   |
| 200m spate   |              |              |              |              |              |              |              |              |              |              | C            | SF           |              |              |              |   |
| 100m bras    |              |              | C            | SF           |              |              |              |              |              |              |              |              |              |              |              |   |
| 200m bras    |              |              |              |              |              |              |              |              | C            | SF           |              |              |              |              |              |   |
| 100m fluture | C            | SF           |              |              |              |              |              |              |              |              |              |              |              |              |              |   |
| 200m fluture |              |              |              |              |              |              | C            | SF           |              |              |              |              |              |              |              |   |
| 200m mixt    |              |              |              |              | C            | SF           |              |              |              |              |              |              |              |              |              |   |
| 400m mixt    | C            |              |              |              |              |              |              |              |              |              |              |              |              |              |              |   |
| 4x100m       | C            |              |              |              |              |              |              |              |              |              |              |              |              |              |              |   |
| 4x200m       |              |              |              |              |              |              |              |              | C            |              |              |              |              |              |              |   |
| 4x100m mixt  |              |              |              |              |              |              |              |              |              |              |              |              | C            |              |              |   |
| Total        | 2            | 2            | 2            | 2            | 2            | 2            | 2            | 2            | 2            | 2            | 2            | 2            | 2            | 2            | 2            | 2 |

## Rezultate

### Masculin
| Probă sportivă | Aur | Aur            | Argint | Argint      | Bronz | Bronz                                                          |
| 50 m liber | Florent Manaudou Franța (FRA) | 21.34          | Cullen Jones Statele Unite ale Americii (USA) | 21.54       | César Cielo Brazilia (BRA) | 21.59                                                          |
| 100 m liber | Nathan Adrian Statele Unite ale Americii (USA) | 47.52          | James Magnussen Australia (AUS) | 47.53       | Brent Hayden Canada (CAN) | 47.80                                                          |
| 200 m liber | Yannick Agnel Franța (FRA) | 1:43.14 RN     | Sun Yang China (CHN) Park Tae-Hwan Coreea de Sud (KOR) | 1:44.93     | Nu s-a acordat, deoarece a fost egalitate în cazul argintului.                                                                              | Nu s-a acordat, deoarece a fost egalitate în cazul argintului. |
| 400 m liber | Sun Yang China (CHN) | 3:40.14 AS, RO | Park Tae-Hwan Coreea de Sud (KOR) | 3:42.06     | Peter Vanderkaay Statele Unite ale Americii (USA)                                                                                           | 3:44.69                                                        |
| 1500 m liber | Sun Yang China (CHN) | 14:31.02 RM    | Ryan Cochrane Canada (CAN) | 14:39.63 AM | Oussama Mellouli Tunisia (TUN) | 14:40.31                                                       |
| | |                | |             | |                                                                |
| 100 m spate | Matt Grevers Statele Unite ale Americii (USA) | 52.16 RO       | Nick Thoman Statele Unite ale Americii (USA) | 52.92       | Ryosuke Irie Japonia (JPN) | 52.97                                                          |
| 200 m spate | Tyler Clary Statele Unite ale Americii (USA) | 1:53.41 RO     | Ryosuke Irie Japonia (JPN) | 1:53.78     | Ryan Lochte Statele Unite ale Americii (USA)                                                                                                | 1:53.94                                                        |
| | |                | |             | |                                                                |
| 100 m bras | Cameron van der Burgh Africa de Sud (RSA) | 58.46 RM       | Christian Sprenger Australia (AUS) | 58.93       | Brendan Hansen Statele Unite ale Americii (USA)                                                                                             | 59.49                                                          |
| 200 m bras | Dániel Gyurta Ungaria (HUN) | 2:07.28 RM     | Michael Jamieson Regatul Unit (GBR) | 2:07.43 RN  | Ryo Tateishi Japonia (JPN) | 2:08.29                                                        |
| | |                | |             | |                                                                |
| 100 m fluture | Michael Phelps Statele Unite ale Americii (USA) | 51.21          | Chad le Clos Africa de Sud (RSA) Yevgeny Korotyshkin Rusia (RUS) | 51.44       | Nu s-a acordat, deoarece a fost egalitate în cazul argintului.                                                                              | Nu s-a acordat, deoarece a fost egalitate în cazul argintului. |
| 200 m fluture | Chad le Clos Africa de Sud (RSA) | 1:52.96 RA     | Michael Phelps Statele Unite ale Americii (USA) | 1:53.01     | Takeshi Matsuda Japonia (JPN) | 1:53.21                                                        |
| | |                | |             | |                                                                |
| 200 m mixt | Michael Phelps Statele Unite ale Americii (USA) | 1:54.27        | Ryan Lochte Statele Unite ale Americii (USA) | 1:54.90     | László Cseh Ungaria (HUN) | 1:56.22                                                        |
| 400 m mixt | Ryan Lochte Statele Unite ale Americii (USA) | 1:54.27        | Thiago Pereira Brazilia (BRA) | 1:54.90 SA  | Kosuke Hagino Japonia (JPN) | 1:56.22 AS                                                     |
| | |                | |             | |                                                                |
| 4×100 m liber | Franța Amaury Leveaux (48.13) Fabien Gilot (47.67) Clement Lefert (47.39) Yannick Agnel (46.74) Alain Bernard Jeremy Stravius                                           | 3:09.93        | Statele Unite ale Americii Nathan Adrian (47.89) Michael Phelps (47.15) Cullen Jones (47.60) Ryan Lochte (47.74) Jimmy Feigen Matt Grevers Ricky Berens Jason Lezak | 3:10.38     | Rusia Andrey Grechin (48.57) Nikita Lobintsev (47.39) Vladimir Morozov (47.85) Danila Izotov (47.60) Yevgeny Lagunov Sergey Fesikov         | 3:11.41                                                        |
| 4×200 m liber | Statele Unite ale Americii Ryan Lochte (1:45.15) Conor Dwyer (1:45.23) Ricky Berens (1:45.27) Michael Phelps (1:44.05) Charlie Houchin Matt McLean Davis Tarwater       | 6:59.70        | Franța Amaury Leveaux (1:46.70) Grégory Mallet (1:46.83) Clément Lefert (1:46.00) Yannick Agnel (1:43.24) Jérémy Stravius                                           | 7:02.77 RN  | China Hao Yun (1:47.12) Li Yunqi (1:46.46) Jiang Haiqi (1:47.17) Sun Yang (1:45.55) Lü Zhiwu Dai Jun                                        | 7:06.30                                                        |
| 4×100 m mixt | Statele Unite ale Americii Matt Grevers (52.58) Brendan Hansen (59.19) Michael Phelps (50.73) Nathan Adrian (46.85) Nick Thoman Eric Shanteau Tyler McGill Cullen Jones | 3:29.35        | Japonia Ryosuke Irie (52.92) Kosuke Kitajima (58.64) Takeshi Matsuda (51.20) Takuro Fujii (48.50)                                                                   | 3:31.26     | Australia Hayden Stoeckel (53.71) Christian Sprenger (59.05) Matt Targett (51.60) James Magnussen (47.22) Brenton Rickard Tommaso D'Orsogna | 3:31.58                                                        |
| | |                | |             | |                                                                |
| 10 km maraton | VFA |                | VFA |             | VFA |                                                                |
| RA Record african \| AM Record american \| AS Record asiatic \| RE Record european \| OC Record oceanic \| RO Record olimpic \| RM Record mondial RN Record național\| SA Record sud-american | |                | |             | |                                                                |

### Feminin
| Probă sportivă | Aur | Aur            | Argint | Argint     | Bronz | Bronz      |
| 50 m liber | Ranomi Kromowidjojo Olanda (NED) | 24.05 RO       | Aliaksandra Herasimenia Belarus (BLR) | 24.28 RN   | Marleen Veldhuis Olanda (NED) | 24.39      |
| 100 m liber | Ranomi Kromowidjojo Olanda (NED) | 53.00 RO       | Aliaksandra Herasimenia Belarus (BLR) | 53.38      | Tang Yi China (CHN) | 53.44      |
| 200 m liber | Allison Schmitt Statele Unite ale Americii (USA) | 1:53.61 RO, AM | Camille Muffat Franța (FRA) | 1:55.58    | Bronte Barratt Australia (AUS) | 1:55.81    |
| 400 m liber | Camille Muffat China (FRA) | 4:01.45 RO     | Allison Schmitt Statele Unite ale Americii (USA) | 4:01.77 AM | Rebecca Adlington Regatul Unit (GBR) | 4:03.01    |
| 800 m liber | Katie Ledecky Statele Unite ale Americii (USA) | 8:14.63 AM     | Mireia Belmonte García Spania (ESP) | 8:18.76 RN | Rebecca Adlington Regatul Unit (GBR) | 8:20.32    |
| | |                | |            | |            |
| 100 m spate | Missy Franklin Statele Unite ale Americii (USA) | 58.33 AM       | Emily Seebohm Australia (AUS) | 58.68      | Aya Terakawa Japonia (JPN) | 58.83 AS   |
| 200 m spate | Missy Franklin Statele Unite ale Americii (USA) | 2:04.06 RM     | Anastasia Zueva Rusia (RUS) | 2:05.92    | Elizabeth Beisel Statele Unite ale Americii (USA)                                                                                                   | 2:06.55    |
| | |                | |            | |            |
| 100 m bras | Rūta Meilutytė Lituania (LTU) | 1:05.47        | Rebecca Soni Statele Unite ale Americii (USA) | 1:05.55    | Satomi Suzuki Japonia (JPN) | 1:06.46    |
| 200 m bras | Rebecca Soni Statele Unite ale Americii (USA) | 2:19.59 RM     | Satomi Suzuki Japonia (JPN) | 2:20.72 AS | Yuliya Yefimova Rusia (RUS) | 2:20.92 RE |
| | |                | |            | |            |
| 100 m fluture | Dana Vollmer Statele Unite ale Americii (USA) | 55.98 RM       | Lu Ying China (CHN) | 56.87      | Alicia Coutts Australia (AUS) | 56.94      |
| 200 m fluture | Jiao Liuyang China (CHN) | 2:04.06 RO     | Mireia Belmonte García Spania (ESP) | 2:05.25 RN | Natsumi Hoshi Japonia (JPN) | 2:05.48    |
| | |                | |            | |            |
| 200 m mixt | Ye Shiwen China (CHN) | 2:07.57 RO, AS | Alicia Coutts Australia (AUS) | 2:08.15    | Caitlin Leverenz Statele Unite ale Americii (USA)                                                                                                   | 2:08.95    |
| 400 m mixt | Ye Shiwen China (CHN) | 55.98 RM       | Elizabeth Beisel Statele Unite ale Americii (USA) | 55.98 RM   | Li Xuanxu China (CHN) | 56.94      |
| | |                | |            | |            |
| 4×100 m liber | Australia Alicia Coutts (53.90) Cate Campbell (53.19) Brittany Elmslie (53.41) Melanie Schlanger (52.65) Emily Seebohm Yolane Kukla Libby Trickett                              | 3:33.15 RO     | Țările de Jos Inge Dekker (54.67) Marleen Veldhuis (53.80) Femke Heemskerk (53.39) Ranomi Kromowidjojo (51.93) Hinkelien Schreuder                                       | 3:33.79    | Statele Unite ale Americii Missy Franklin (53.52) Jessica Hardy (53.53) Lia Neal (53.65) Allison Schmitt (53.54) Amanda Weir Natalie Coughlin       | 3:34.24 AM |
| 4×200 m liber | Statele Unite ale Americii Missy Franklin (1:55.96) Dana Vollmer (1:56.02) Shannon Vreeland (1:56.85) Allison Schmitt (1:54.09) Lauren Perdue Alyssa Anderson                   | 7:42.92 RO, AM | Australia Bronte Barratt (1:55.76) Melanie Schlanger (1:55.62) Kylie Palmer (1:56.91) Alicia Coutts (1:56.12) Brittany Elmslie Angie Bainbridge Jade Neilsen Blair Evans | 7:44.41    | Franța Camille Muffat (1:55.51) Charlotte Bonnet (1:57.78) Ophélie-Cyrielle Étienne (1:58.05) Coralie Balmy (1:56.15) Margaux Farrell Mylène Lazare | 7:47.49 RN |
| 4×100 m mixt | Statele Unite ale Americii Missy Franklin (58.50) Rebecca Soni (1:04.82) Dana Vollmer (55.48) Allison Schmitt (53.25) Rachel Bootsma Breeja Larson Claire Donahue Jessica Hardy | 3:52.05 RM     | Australia Emily Seebohm (59.01) Leisel Jones (1:06.06) Alicia Coutts (56.41) Melanie Schlanger (52.54) Brittany Elmslie                                                  | 3:54.02    | Japonia Aya Terakawa (58.99) Satomi Suzuki (1:05.96) Yuka Kato (57.36) Haruka Ueda (53.42)                                                          | 3:55.73    |
| | |                | |            | |            |
| 10 km maraton | TBD |                | TBD |            | TBD |            |
| RA Record african \| AM Record american \| AS Record asiatic \| RE Record european \| OC Record oceanic \| RO Record olimpic \| RM Record mondial RN Record național | |                | |            | |            |